# Camp de visió

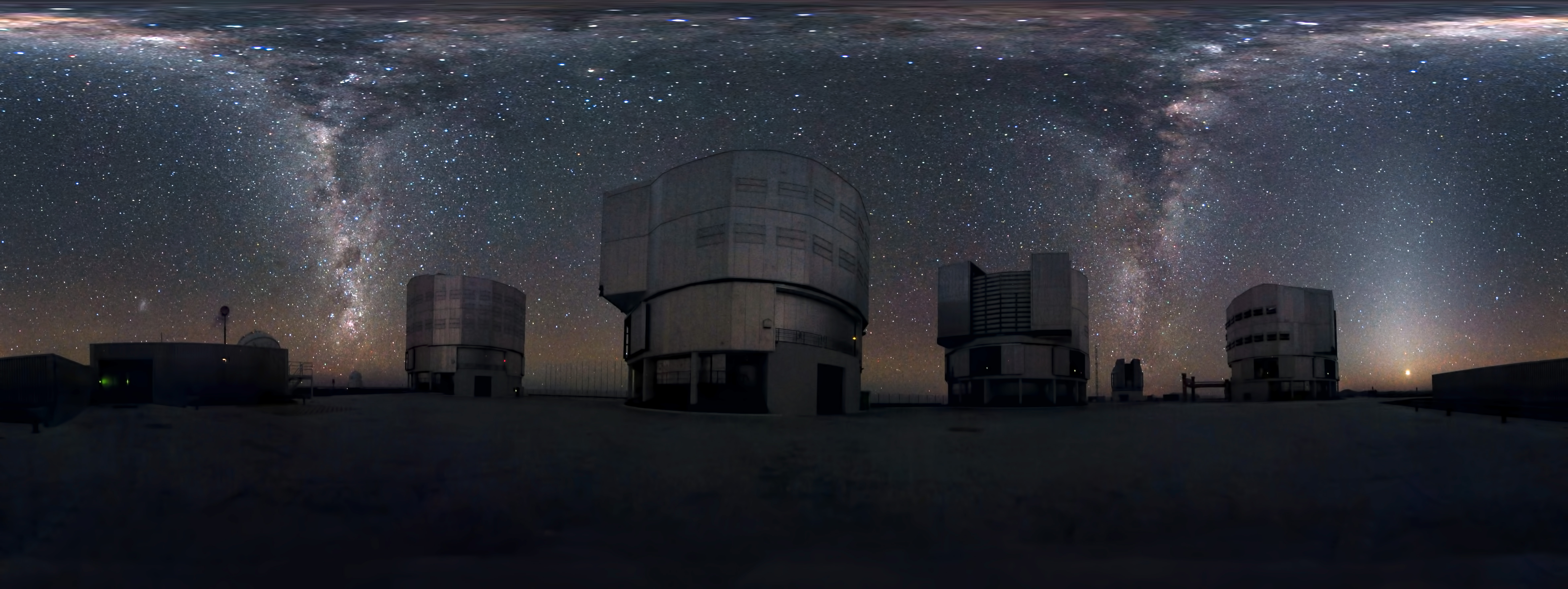
Un panorama de 360° de la Vía Làctia. Aquest panorama mostra el camp de visió total en una sola imatge.

El camp de visió (no és exactament el mateix que el camp visual) és una extensió angular d'un ambient o semblant a la vista en un moment donat.
Els diferents animals tenen diferents camps de visió, depenent d'on tenen posats els seus ulls. Els humans tenen un camp de visió de gairebè 180 graus cap al front, en canvi alguns ocells tenen un camp de visió de 360 graus complets, o gairebè. A més d'això l'abast del camp de visió també varia verticalment.
La visió binocular, per exemple, que és important per a la percepció de profunditat, en els humans només cobreix 140 graus del camp de visió.